# José Manuel Liaño Flores
José Manuel Liaño Flores (Monforte de Lemos, 15 de noviembre de 1921 - La Coruña, 5 de mayo de 2022) fue un abogado, juez y político español, alcalde de La Coruña. Fue padre y abuelo de abogados, con los cuales compartió el ejercicio de la profesión durante más de 75 años, siendo el letrado más veterano en ejercicio en España.

## Trayectoria
Tras concluir la carrera de Derecho en la Universidad de Santiago de Compostela (1939), el entonces alcalde de La Coruña, Eduardo Ozores Arraiz le nombró concejal del consistorio coruñés.
Abandonó la corporación municipal para presentarse a las oposiciones a juez de instrucción, que aprobó con veintitrés años y ejerció como tal. Posteriormente fue procurador en Cortes (1967-1977), y designado alcalde de La Coruña el 1 de febrero de 1976, puesto que ejerció hasta 1979.
También colaboró durante varias temporadas en Radio Voz.

## Hitos como alcalde de La Coruña
Como alcalde remodeló el Parque de Santa Margarita, creó la compañía de aguas y el polígono de Pocomaco, inauguró la Presa de Cecebre, inició las obras del Cementerio de Feáns, creó el Museo de Relojes (con relojes de su propio tío político Antonio Ríos Mosquera), el Plan parcial de Adormideras; y abrió al tráfico la ronda de Nelle. Con todo, la obra de la que se sintió más orgulloso fue la creación del Colegio Universitario en A Zapateira, germen de la Universidad de La Coruña.

A finales de 1978, Liaño se vio obligado a dimitir, entre acusaciones de múltiples irregularidades administrativas y urbanísticas, al salir a la luz un escándalo ligado al robo de documentos del Plan General de Ordenación Urbana, siendo sustituido brevemente por Berta Tapia Daponte, funcionaria de la Diputación y última representante del franquismo en el Ayuntamiento de La Coruña.